# Syzygium giorgii
Syzygium giorgii är en myrtenväxtart som beskrevs av De Wild.. Syzygium giorgii ingår i släktet Syzygium och familjen myrtenväxter.
Artens utbredningsområde är Kongo-Kinshasa. Inga underarter finns listade i Catalogue of Life.